# Arisa Macubaraová
Arisa Macubaraová (japonsky 松原 有沙, * 1. května 1995 Hokkaidó) je japonská fotbalistka.

## Reprezentační kariéra
Za japonskou reprezentaci v roce 2019 odehrála 4 reprezentační utkání.

## Statistiky
| Japonsko | Japonsko | Japonsko |
| Roky     | Záp.     | Góly     |
| -------- | -------- | -------- |
| 2019     | 4        | 1        |
| Celkem   | 4        | 1        |